# Olifant met kalf
Olifant en kalf is een samengestelde vorm van kunst in de openbare ruimte in Amsterdam-Oost.
Het Transvaalplein werd in de jaren tien van de 20e eeuw ingericht en volgebouwd. De open ruimte werd na die tijd regelmatig opnieuw ingericht. Zo stonden er in de jaren vijftig speeltoestellen van Aldo van Eyck; sinds de jaren tachtig liggen er Druppel en zadel van Adri Verhoeven.

Bij de noordelijke ingang van het pleintje kwamen daar het Olifant met kalf bij. Pa of moe olifant ligt in augustus 2024 wat uitgeblust op  de straattegels, kalf staat in een grasperkje. De beelden worden vergezeld door een muurgedicht gemaakt door kinderen uit de buurt, dat in moeilijk leesbare plaquettevorm tussen de straatstenen ligt.
Olifant stamp stamp stamp
Ja, dan moet je oppassen
Als een olifant stampt
dan trilt de grond
En hij vindt haar kalf terug
met zijn lange slurf
Een kalf aan je zij
Want je bent zo blij.
Het maakt deel uit van soortgelijke projecten in de buurt, maar waar die zich bevinden is onbekend. Wanneer de olifanten hier neerstreken en wie deze ontworpen en/of gemaakt heeft is eveneens onbekend.
Amsterdam kent op kunstgebied nog andere olifanten. Een olifant van Jan Trapman bevindt zich aan de Olympiaweg, de Olifant van Jan Meefout staat bij het Sloterparkbad. Verspreid over de stad zijn er nog enkele olifanten uit de tentoonstelling Olifantenparade uit 2009, zoals Olifant India.